# Glyptothorax dorsalis
Glyptothorax dorsalis és una espècie de peix de la família dels sisòrids i de l'ordre dels siluriformes.

## Morfologia
Els mascles poden assolir els 12 cm de llargària total.

## Distribució geogràfica
Es troba a l'Índia i a Myanmar, incloent-hi la conca del riu Salween.